# Gertrude Messinger
Gertrude Messinger (28 de abril de 1911-8 de noviembre de 1995), a veces llamada Gertrude Messenger y también conocida como Gertie Messinger, fue una actriz cinematográfica de serie B estadounidense de las décadas de 1930 a 1950. 

## Biografía
Su nombre completo era Gertrude Emma Messinger, y nació en Spokane (Washington). Empezó temprano en el mundo del espectáculo, interpretando papeles infantiles en películas mudas ya en 1917, cuando tuvo un papel en Babes in the Woods. 
En la década de 1930 su carrera despegó, trabajando con actores como Bob Steele, Lane Chandler, y Harry Carey. Sus primeros papeles protagonistas llegaron en 1932, cuando trabajó junto a Bob Steele en Riders of the Desert, y con Lane Chandler en Lawless Valley. En 1934 trabajó en la que posiblemente fue su mejor película, Anne of Green Gables, protagonizada por Dawn O'Day. Su año más activo fue 1935, trabajando en nueve filmes, destacando entre ellos The Fighting Pilot, con Richard Talmadge, y Wagon Trail, junto a Harry Carey.  
Messinger estuvo casada, brevemente, con el especialista cinematográfico Dave Sharpe a finales de los años treinta. Ella se casaría posteriormente con el operador de cámara Schyler Sanford, ganador de un Premio Oscar por su trabajo en la película La vuelta al mundo en ochenta días. 
Su carrera declinó considerablemente en los años cuarenta, pero siguió actuando hasta la década de 1950, principalmente en papeles sin créditos. Su última actuación registrada en créditos fue en el film de 1949 Joe Palooka in the Counterpunch. La película que puso fin a su carrera fue El mayor espectáculo del mundo (1952). De todas las producciones en las que intervino, 11 fueron del género western, siendo conocida principalmente por las mismas.
Gertrude Messinger falleció a causa de una neumonía en 1995 en Woodland Hills (Los Ángeles), California.